# Palazzetto Venezia
Il Palazzetto Venezia (anticamente chiamato Palazzetto di San Marco) è un palazzo di epoca rinascimentale situato in piazza San Marco, nel centro storico di Roma, ma originariamente ubicato in piazza Venezia a ridosso di Palazzo Venezia.
Originariamente edificato nel 1467 come giardino porticato all'interno del Palazzo San Marco (l'odierno Palazzo Venezia) per volere del cardinale Pietro Barbo, il futuro Papa Paolo II, fu sottoposto nel corso dei secoli a numerosi rimaneggiamenti che lo resero architettonicamente indipendente. Fu abbattuto nel 1909 e ricostruito con i materiali di risulta, con alcune modifiche, in posizione traslata di alcune decine di metri rispetto a quella originaria, per consentire l'allargamento di piazza Venezia contemporaneamente alla costruzione del Vittoriano.
Nel corso dei secoli, fu adibito agli usi più vari tra cui alloggio privato, sede diplomatica della Repubblica di Venezia, ambasciata dell'Impero austriaco, alloggio dei borsisti dell'Accademia di belle arti di Vienna, residenza per funzionari pubblici e sede di rappresentanza sotto il ventennio fascista e, infine, ala del polo del Museo di Palazzo Venezia del quale, dal 2006, ne ospita il lapidario.

## Storia

### Origine come giardino

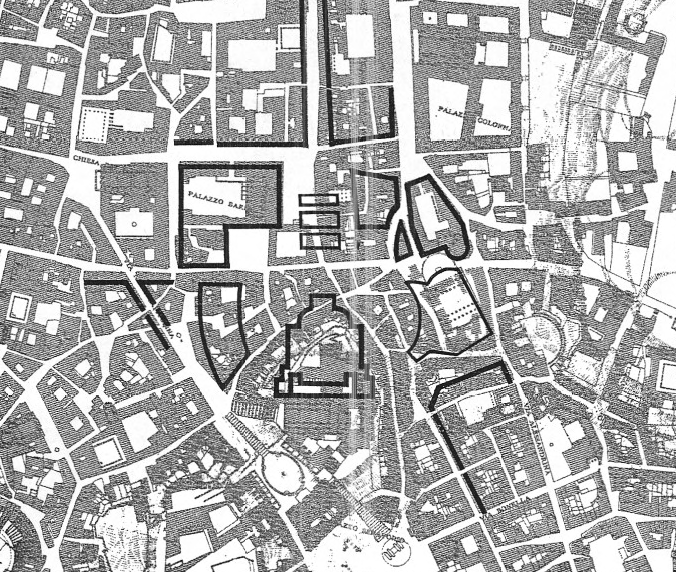
L'area ove originariamente sorgeva il palazzetto Venezia, a est della basilica di San Marco, e la nuova collocazione, al posto dei palazzi situati a ovest della chiesa.

Nel 1440 il giovane cardinale di origini veneziane Pietro Barbo si insediò in una modesta abitazione adiacente alla basilica di San Marco, nel centro di Roma. Poco prima di morire, l'allora pontefice Niccolò V donò al cardinale alcuni immobili adiacenti per permettergli di ampliare la sua dimora. A questa donazione se ne aggiunsero altre del successore Callisto III, che consentirono al cardinale Barbo, che diventerà papa con il nome di Paolo II, di edificare un sontuoso palazzo che assumerà il nome di "Palazzo San Marco", l'attuale Palazzo Venezia. Il palazzetto ebbe origine nel 1467 come giardino porticato (il cosiddetto "viridario") all'interno del Palazzo San Marco, del quale costituiva l'ala meridionale, unito a quest'ultimo all'altezza della torre quadrangolare prospiciente al Campidoglio, all'epoca decorata con merlatura, sostituita nel restauro del 1546 con un tetto. L'edificio, quindi, nacque per volontà di papa Paolo II come giardino racchiuso da un porticato, dal quale il pontefice era solito affacciarsi in occasione di feste popolari o celebrazioni; la loggia assunse, nell'immaginario popolare, valore simbolico associato all'esercizio del potere. Poco è dato sapere sugli architetti che intervennero nell'edificazione del complesso, stante la mancanza di cronache dettagliate e dal grande numero di professionisti che intervennero nell'edilizia romana dell'epoca. Il viridario fu edificato sullo spazio ricavato abbattendo, nel 1466, la piccola chiesa di San Nicola de Monte, i cui resti furono ritrovati nel 1911. La doppia loggia porticata del viridario accoglieva alcune stanze, nelle quali trasferì la propria residenza il cardinale Marco Barbo, nipote di Paolo II.
Il palazzetto condivise le sorti di Palazzo San Marco fino a quando i vari rimaneggiamenti fecero assumere alla struttura caratteristiche autonome e la connotazione di "palazzetto".

### Sviluppo in palazzo autonomo
Dopo l'improvvisa morte di Paolo II, avvenuta il 26 luglio 1471, Palazzo San Marco, e quindi anche il Palazzetto, passarono nella completa disponibilità del nipote Marco Barbo. Il religioso continuò ad occupare gli appartamenti del viridario, adiacente la basilica di San Marco di cui era titolare, continuando l'opera di ristrutturazione e abbellimento degli immobili.
Dopo la morte di Marco Barbo, avvenuta nel 1491, nel Palazzo San Marco si trasferì il cardinale Lorenzo Cybo de Mari, nipote di papa Innocenzo VIII, titolare dell'adiacente basilica dal 1491 al 1501; egli spostò i suoi appartamenti nell'ala nord, prospiciente l'odierna via del Plebiscito. A Lorenzo Cybo si deve la collocazione del busto marmoreo di Iside di fronte alla basilica di San Marco; la statua, che il popolo credeva raffigurasse Lucrezia d'Alagno, l'amante di Alfonso V d'Aragona, divenne una delle statue parlanti della tradizione romana con il nome di Madama Lucrezia.
All'inizio del XVI secolo il Palazzo iniziò a decadere, seppure continuasse a essere sede papale alternativa al Vaticano fino a quando a tale funzione non fu adibita la villa di Ippolito d'Este. Nel 1505 nel viridario viene dislocata la raccolta antiquaria del cardinale Domenico Grimani fino alla sua morte. Il Palazzo fu restaurato nel 1527 per volere di papa Paolo III, che lo scelse come residenza estiva; nel 1537 lo fece collegare, mediante un corridoio pensile, con una torre a lui intitolata e da lui voluta, situata sul prospiciente colle del Campidoglio. In questo periodo, per consolidarne la struttura, si procedette alla chiusura delle arcate della loggia del Palazzetto, che iniziò così a caratterizzarsi come un fabbricato a sé stante, prendendo il nome di Palazzetto di San Marco, distinguendosi in tal modo dall'edificio principale, il Palazzo San Marco. Sotto papa Paolo III il Palazzetto trovò frequente utilizzo: vi si tennero almeno settanta concistori e nel 1536 vi fu ricevuto in udienza Carlo V.

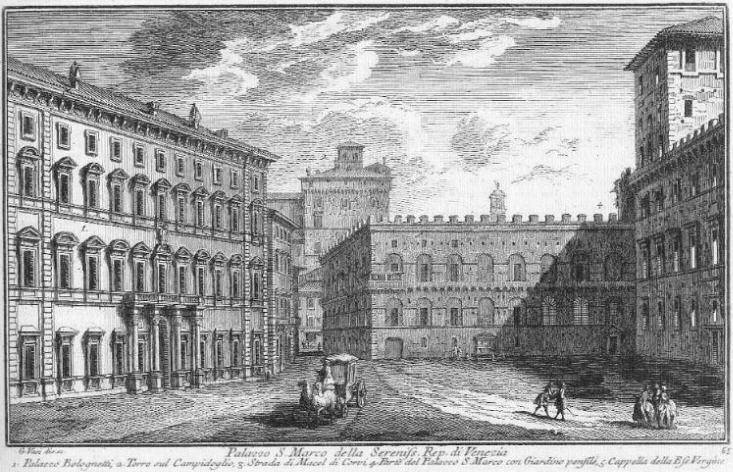
Veduta di Giuseppe Vasi (1761) che rappresenta la piazza Venezia dell'epoca. A fronte, il palazzetto Venezia nella sua posizione originaria, a sinistra si vede il demolito Palazzo Bolognetti-Torlonia; sullo sfondo, la pure demolita Torre di Paolo III.

Nel 1564 papa Pio IV assegnò parte di Palazzo San Marco, e con esso il Palazzetto, alla Serenissima Repubblica di Venezia, che ne fece la propria sede diplomatica; gli edifici vennero quindi condivisi tra i diplomatici veneti e i cardinali titolari dell'adiacente basilica. Nel 1651, durante un terremoto avvenuto il 5 ottobre, avvenne il crollo di una vasta porzione della facciata prospiciente piazza San Marco; nonostante la lieve entità del sisma, i danni furono ingenti e la struttura venne puntellata. L'intervento di restauro parziale e messa in sicurezza fu diretto dall'architetto Orazio Torriani.  Nel 1671, alla morte di Torriani, gli subentrò nel completamento dei lavori, l'architetto Carlo Giato.
Nella pianta di Roma del 1748, il palazzetto risultava delimitato dal prolungamento della Strada delle Botteghe Oscure nota come via di San Marco, in quel punto attraversata dagli archi del passetto di Paolo III che lo collegava alla Torre di Paolo III, e dal prolungamento della Strada di Marforio che immetteva nella piazza di Venezia. Presso l'angolo sud-orientale dell'edificio, in luogo detto della Ripresa de' Barbari, convergevano i confini dei rioni Monti, Trevi, Campitelli e Pigna. Nel 1770 si completò la chiusura delle arcate per volere dell'allora ambasciatore veneziano Nicolò Erizzo, che snaturò definitivamente la funzione di viridario della costruzione.

### Primo progetto di abbattimento
Alla caduta della Repubblica di Venezia, sancita dal trattato di Campoformio (1797), l'edificio diventò sede diplomatica del subentrato Impero austriaco. Durante il periodo napoleonico (1806-1814) passò nella disponibilità del Regno d'Italia e, nel progetto di risistemazione della piazza di Giuseppe Valadier, da destinarsi a mercato coperto, se ne previde l'abbattimento. L'interessamento di Antonio Canova, che nel palazzetto aveva insediato la sua Accademia di belle arti del Regno d'Italia, e il sostegno a questi assicurato dal console Giuseppe Tambroni e da Vivant Denon salvarono l'edificio dalla distruzione.
Con la Restaurazione il palazzetto ritornò a essere la sede dell'ambasciata austriaca e alcune stanze furono destinate ad alloggio dei borsisti dell'Accademia di belle arti di Vienna. In questo periodo la struttura versava in precarie condizioni a causa di crolli e incendi, i cui danni furono solo parzialmente restaurati.

### Abbattimento e traslazione

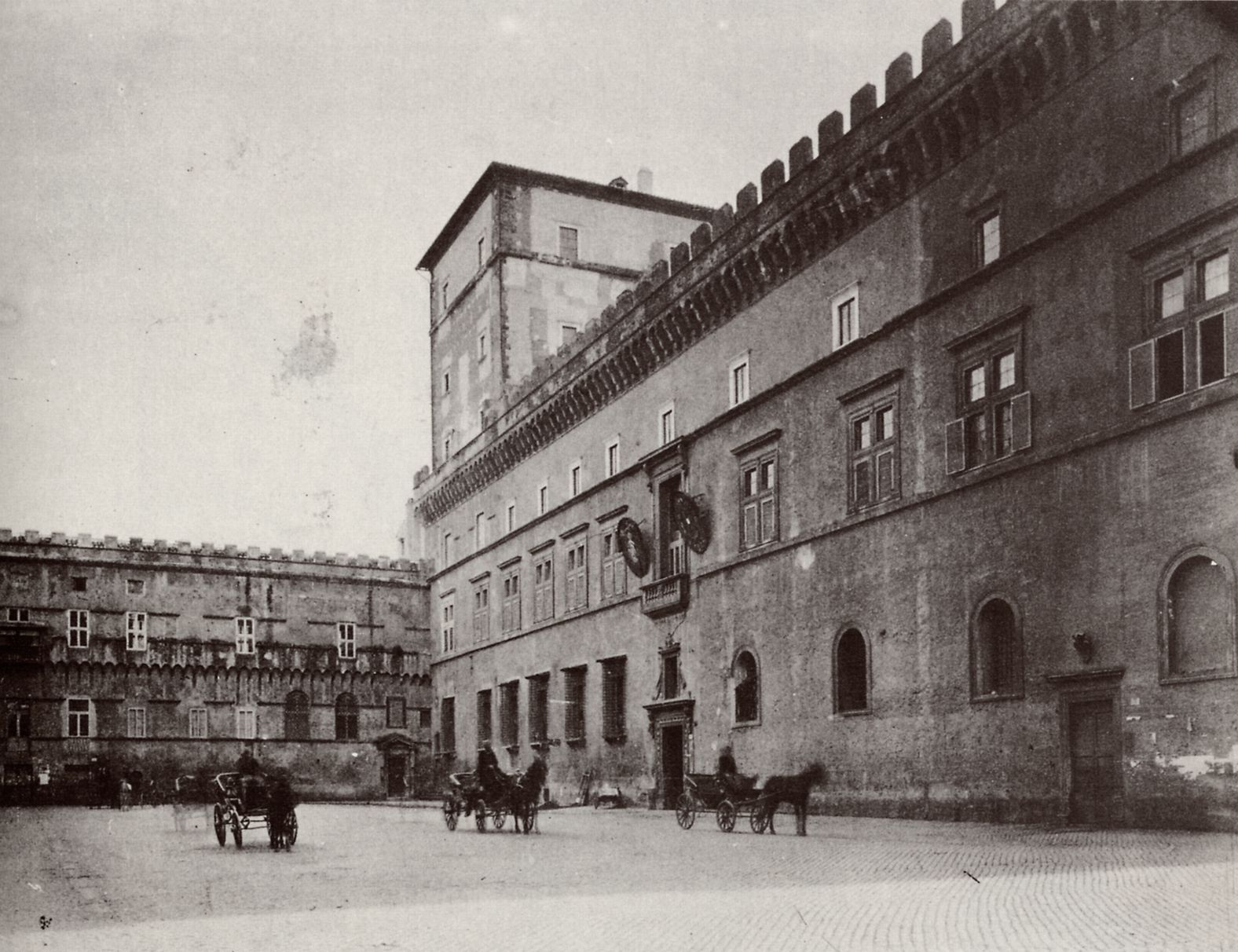
Il Palazzetto nella sua collocazione originaria, in una foto di piazza Venezia di fine Ottocento.

Nei piani urbanistici di fine Ottocento per Roma, divenuta nel frattempo capitale del Regno d'Italia, fu prevista la valorizzazione scenografica del Vittoriano in via di costruzione, che si volle visibile da via del Corso; a farne le spese fu il Palazzetto che, divenuto nel frattempo noto come "Palazzetto Venezia", insieme ad altre costruzioni situate a piazza Venezia e nell'area limitrofa, fu abbattuto. A nulla valsero le proteste sollevate sin dal 1880, anno in cui fu indetto il primo concorso per la riconfigurazione della piazza, da politici e letterati contro gli abbattimenti sconsiderati di opere antiche, tra cui il Palazzetto, per fare spazio all'Altare della Patria (all'epoca chiamato il Gran Monumento). Tra gli oppositori al progetto vi fu il deputato napoletano Ruggiero Bonghi, che il 10 maggio 1883 rivolse un'interrogazione parlamentare al presidente del Consiglio Agostino Depretis, il quale rispose che l'abbattimento e lo sgombero della zona dalle costruzioni squallide, malsane e fatiscenti avrebbe restituito decoro e salubrità alla piazza e al rione, affermando inoltre che nessuna delle demolizioni avrebbe causato la perdita di reperti archeologici di pregio. Tale giudizio fu appoggiato anche da Camillo Boito, il presidente della commissione deputata alla riprogettazione della zona. Il timore di Bonghi si rivelò tuttavia esatto: tra il 1885 e il 1886 furono distrutte irrimediabilmente molte vestigia del passato, tra cui la Torre di Paolo III, il Convento di Santa Maria in Aracoeli e il relativo orto.
Due anni dopo, nel 1888, furono abbattute tutte le abitazioni di piazza San Marco e del circondario. Il Palazzetto ebbe sorte diversa: per lungaggini burocratiche legate ai vari progetti di ricostruzione e anche a causa delle rimostranze del governo austriaco, proprietario dell'immobile, l'abbattimento subì un arresto fino al 1909, quando si diede avvio alla sua distruzione; erano stati appena demoliti con pochi riguardi i primi tre lati quando, grazie all'interessamento della stampa, l'opinione pubblica e il mondo culturale romano riavviarono le proteste. La soluzione, giunta con molto ritardo nel settembre del 1910, fu quella di ricostruire il Palazzetto traslandolo di alcune centinaia di metri, addossandolo alla cattedrale di San Marco.

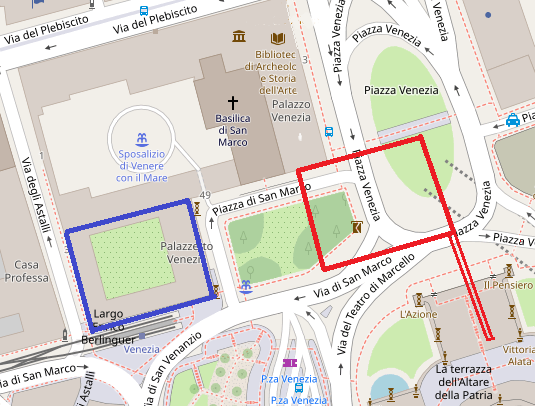
L'attuale posizione di Palazzetto Venezia in blu, dopo lo spostamento terminato nel 1913 e la precedente posizione in rosso. In rosso è rappresentato anche il passetto, che collegava il palazzetto alla Torre di Paolo III sul Campidoglio, ormai distrutta.

La velocità con la quale fu iniziato l'abbattimento, la necessità di ricollocare l'edificio in uno spazio più angusto e limitato dalla presenza di altre strutture pre-esistenti, l'approssimativa catalogazione delle parti da riassemblare e la necessità di completare rapidamente i lavori di ristrutturazione di piazza Venezia restituirono un edificio ben diverso dall'originale. Fu ricollocato, sotto la direzione tecnica degli architetti Camillo Pistrucci, Ludwig Baumann e Jacques Oblatt, all'angolo sud-ovest dell'ex Palazzo San Marco, che aveva oramai assunto il definitivo nome di Palazzo Venezia, spostandolo dall'angolo ad est, di fianco all'angolo sinistro della facciata della basilica di San Marco, mentre originariamente si trovava a destra di essa. I materiali recuperati dall'abbattimento furono riutilizzati e la ricostruzione, completata nel 1913, comportò alcune modifiche architettoniche; in particolare, la caratteristica e inconsueta pianta trapezoidale, dovuta all'andamento delle strade circostanti, divenne quadrata e le dimensioni dello stabile vennero ridotte con l'eliminazione di un'arcata per ogni lato. All'interno del vasto cortile fu collocato un pozzo scolpito da Antonio da Brescia. Il cortile fu racchiuso da due ordini di arcate sorrette da colonne in travertino dal fusto ottagonale, sormontato da capitelli compositi e da colonne con capitelli ionici. Durante gli scavi per l'abbattimento e il successivo spostamento del Palazzetto, vennero alla luce alcuni reperti archeologici: uno di essi, una lastra in marmo rappresentante un uomo e una donna sdraiati su una klìne, serviti da due ancelle che recano loro delle vivande, fu ricollocata, capovolta, come davanzale di una delle finestre dell'edificio con affaccio su via degli Astalli.
L'architetto Camillo Pistrucci ebbe a lamentarsi del risultato finale, perché la ricostruzione del Palazzetto produsse un edificio ben diverso da quanto da lui progettato, a quanto affermato nelle proprie memorie, a causa di interventi in corso d'opera di altri professionisti incaricati, tra cui l'architetto Baumann, che contemporaneamente lavorava al progetto e che gli fu forzosamente affiancato. Baumann, infatti, godeva della fiducia del governo austro-ungarico, proprietario dell'immobile. Pistrucci ebbe a lamentarsi anche dei molti errori, specie nella trascurata classificazione e presa in custodia dei moltissimi reperti archeologici rinvenuti durante gli scavi, superficialità che attribuì ad altri ma che, comunque, gli attirarono le critiche da parte della stampa.

### Utilizzo contemporaneo
Nel 1916 il palazzetto diventò proprietà dello Stato italiano: nel 1925, sotto il fascismo, venne utilizzato come residenza per funzionari pubblici e sede di rappresentanza. Dal 2006 fa parte del polo del Museo di Palazzo Venezia e nel suo loggiato superiore è collocato il lapidario. Nell'edificio, dal 1944, è inoltre ubicata la sede principale della Società italiana per l'organizzazione internazionale.
Tra il 2010 e il 2011, durante dei lavori di riqualificazione e ripulitura di alcuni depositi del Palazzo e del Palazzetto Venezia, è venuta alla luce una botola in legno; successive esplorazioni hanno rivelato la presenza, sotto al palazzetto, di un bunker incompiuto, delle dimensioni di circa 80 m², al quale si accede attraverso uno stretto camminamento di origine romana. La costruzione dell'infrastruttura era stata iniziata in gran segreto intorno al 1942 e sarebbe dovuto diventare il dodicesimo bunker di Roma, ideato per proteggere Mussolini dalle incursioni aeree e possibili raid come la cosiddetta "Operazione Dux", progettati dagli Alleati per uccidere il Duce. Nello specifico, l'Operazione Dux era un piano, ideato nel 1942 dal Generale della Royal Air Force Arthur Harris, che prevedeva il bombardamento simultaneo di Villa Torlonia e Palazzo Venezia al fine di uccidere Benito Mussolini. L'operazione fu proposta a Winston Churchill nel luglio 1943, ma non fu da questi autorizzata.
Il bunker si compone di un totale di nove ambienti, è collocato una quindicina di metri sotto la pavimentazione e avrebbe potuto ospitare non più di un paio di persone. Il rifugio non fu mai completato: mancano gli impianti fognari ed elettrici e le vie di fuga - forse due, dirette rispettivamente verso l'Altare della Patria e il giardini del Palazzetto - non furono mai iniziate.

## Descrizione

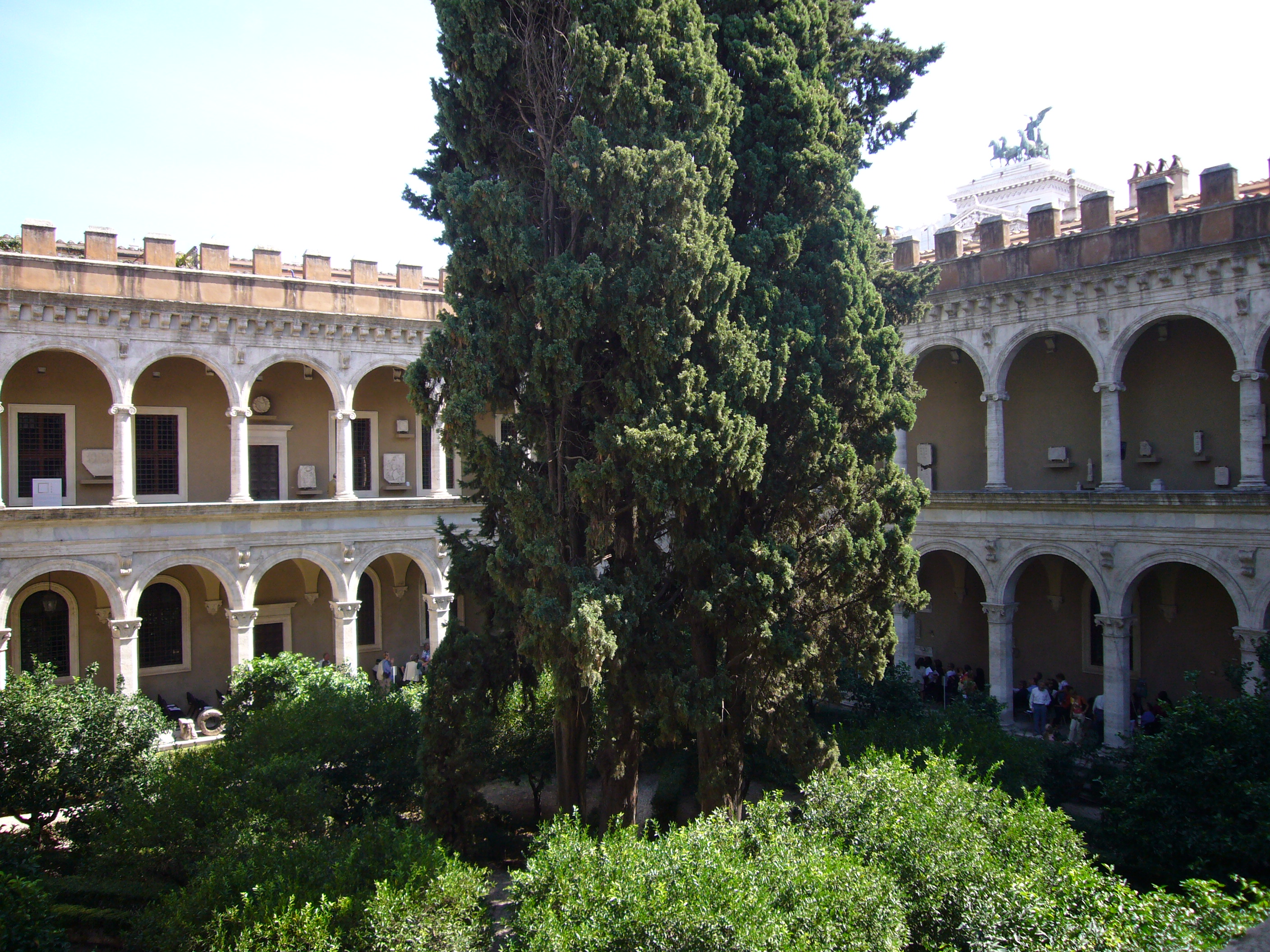
Il cortile del Palazzetto Venezia.

L'edificio, di pianta rettangolare, presenta all'interno un vasto cortile, al centro del quale campeggia un pregiato pozzo, opera di Antonio da Brescia. Il cortile è racchiuso da due ordini di arcate: il primo a pilastri ottagonali culminanti con capitelli compositi, che mostrano vari e differenti motivi decorativi con foglie a riccio schiacciate da una cornice molto sporgente. Sulla faccia esterna di tali capitelli, rivolta sul lato del cortile, risalta lo stemma araldico di Papa Paolo II. Il secondo ordine di arcate è composto da colonne di travertino con capitelli in stile ionico che sostengono una serie di mensole che simulano, richiamando la struttura del tetto ligneo interno al porticato, la parte terminale delle travi in legno; al di sopra della trabeazione vi è un parapetto merlato. Siepi di alloro e alberi di agrumi piantati nel cortile richiamano l'ambientazione dei giardini rinascimentali italiani, mentre la presenza di grandi cipressi sono un lascito della moda coeva alla ricostruzione. Il perimetro del Palazzetto è delimitato sul lato est da piazza di san Marco, sul lato sud da largo Enrico Berlinguer, sul lato ovest da via degli Astalli, mentre il lato nord è addossato alla Basilica di san Marco. Il Palazzetto Venezia fa parte del complesso museale di Palazzo Venezia, del quale costituisce il secondo corpo di fabbrica.
L'aspetto esterno e interno è caratterizzato dall'uso di materiali moderni, laterizi e travi metalliche, a eccezione delle arcate all'interno del cortile recuperate dal viridarium dell'edificio originario e di antichi elementi marmorei, anch'essi recuperati dall'abbattimento del palazzetto prima della sua ricostruzione. La regolarizzazione della pianta è stata ottenuta riducendo il numero delle arcate complessive del progetto originale (adesso nove per ogni lato), a scapito della superficie totale del chiostro. Il piano di fondazione è strutturato da ampie volte in mattoni che creano spazi sotto il piano terra accessibili tramite apposite scale, la cui presenza è riconoscibile dalla presenza di finestre sul piano stradale esterno. Nonostante il palazzetto abbia perso la sua originaria fisionomia, rimane evidente la sua matrice stilistica che risale all'edilizia del primo Quattrocento e, suo più vicino esempio, il Palazzo Comunale di Montepulciano.